# Lajos György (fotóművész)
Lajos György (Budapest, 1934. február 28. – 2007. december 8.) magyar fotóművész.

## Élete
1934-ben Budapesten született, de gyermekéveit Dunakeszin töltötte. Szakmai indítását Seidner Zoltántól, kiváló fényképész nagybátyjától kapta. 1949 és 1953 között a Képző- és Iparművészeti Gimnázium fotó szakán kapott képesítést. 1954 és 1956 között kötelező katonai szolgálatot teljesített. 1953-tól Magyar Fotónál, majd jogutódjánál, az MTI Fotó szerkesztőségében dolgozott, annak gazdasági rovatánál, később az MTI Külföldi Képszolgálat szerkesztőségében.
1990-ben ment nyugdíjba, majd Balatongyörökön vett házat.
Az MTI fotóriportereként felvételeket készített olyan hírességekről, mint Gábor Zsazsa, Szent-Györgyi Albert, Szabó István, Törőcsik Mari, Kodály Zoltán, Illyés Gyula, Kisfaludi Strobl Zsigmond, Baróti Lajos és Sütő Enikő. Legjelentősebb művei életképek, a kommunizmus alatt külföldön (Egyiptom, Mongólia) is készített fotósorozatokat.
2002-ben Árnyék nélkül (Without Shadows) címmel jelent meg könyve, amely a fotóiból készült válogatást tartalmazza. 2003-ban megkapta a MÚOSZ-tól a legrégibb hazai újságírószervezet életműdíjának számító Aranytoll-díjat, de az elismerést nem vette át.
2006-ban az egykori fotóriporter a Magyar Távirati Iroda budai épületében, az MTI fotó 50 éves fennállása alkalmából rendezett találkozón vett részt.
2007 őszén rákot diagnosztizáltak nála. 2007. december 8-án öngyilkos lett a Balaton vízébe.

## Családja, hobbija
Feleségétől, Ágnestől (1953-1989) sosem született gyereke.
Hobbija: a vadászat, a horgászat és az írás volt. Elkötelezettje volt a természetnek, ideje jelentős részét balatongyöröki házánál töltötte és ott borászattal is foglalkozott.

## Idézetek tőle
"Nem az a fontos, hogy mit, hanem hogy hogyan csinálunk...Volt alkalmam csodálatra méltó karakterekkel találkozni, akik a legegyszerűbb, legnehezebb körülmények között is harmóniát tudtak teremteni maguk körül."

## Könyvei
- Árnyék nélkül; szerk. Gera Mihály; Interart, Bp., 2002 (Fényképtár)